# Roger Coma
Roger Coma (Barcellona, 1976) è un attore spagnolo.
Debutta come attore nel 1994 all'età di diciotto anni, con un ruolo minore nel film spagnolo Transeúntes, ed in seguito lavorerà in svariate produzioni cinematografiche e televisive.
Fra i suoi ruoli più importanti si possono citare quelli di Soci Oriol Arau in Salvador - 26 anni contro (2006) e di Seca nella serie televisiva Genesis (serie televisiva) (2007).

## Filmografia
- Transúntes (1994)
- Carícies (1998)
- Laura - serie televisiva (1998)
- El comisario (1999)
- Morir (o no) (2000)
- El cor de la ciutat - serie televisiva (2000)
- Entre la multitud (2001)
- Anita no perd el tren, regia di Ventura Pons (2001)
- La vida es sueño (2001)
- Food of Love (2001)
- Jet Lag - serie televisiva (2001)
- Viva S Club (2002)
- Majoria absoluta (2002)
- Joves (2004)
- Para que no me olvides (2005)
- Salvador - 26 anni contro (2006)
- Suspiros del corazón (2006)
- 53 días de invierno (2006)
- Genesis - serie televisiva (2007)
- El Greco (2007)
- Positius (2007)
- Porca misèria (2004-2007)
- Bajo el mismo cielo (2008)
- La dame de Monsoreau (2008)
- La huella del crimen 3: El asesino dentro del círculo (2009)
- Les veus del Pamano (2009)
- Grand Hotel - Intrighi e passioni (Gran Hotel) – serial TV, terza stagione (2013)